# 푸리나 (원신)
푸리나 드 폰타인(중국어: 芙宁娜·德·枫丹, Furina de Fontaine)은 미호요가 개발한 2020년 액션 롤플레잉 가챠 게임인 《원신》의 등장인물이다. 2023년 8월 업데이트에서 원신에 처음 소개된 푸리나는 게임 내에서 물의 신이자 폰타인의 지도자이며 폰타인 국민에게는 유명인사이다. 그해 11월에는 플레이 가능한 캐릭터로 추가되었다. 게임 이야기가 진행되면서 푸리나는 사실 진정한 물의 신인 포칼로스의 잔존하는 인간의 상이며, 불멸의 저주 외에는 아무런 힘도 가지고 있지 않아 고립되어 있었다는 사실이 밝혀진다. 푸리나의 이야기가 끝날 무렵, 포칼로스는 스스로를 처형하여 푸리나를 저주에서 해방시키고 자신만의 삶을 살 수 있게 해방시켜준다. 폰타인의 목소리는 영어로는 앰버 리 코너스, 중국어로는 첸천, 일본어로는 미나세 이노리, 한국어로는 김하영이 담당했다.
캐릭터의 복잡성을 보여주기 위해 게임 개발팀은 푸리나가 "모순적인" 성격 측면을 구현하도록 설계했다. 마찬가지로 푸리나의 의상은 다양한 문화에서 영감을 받아 다채로운 미학을 반영한다. 또한 푸리나가 연주하는 노래는 고전 동화와 뮤지컬에서 영감을 받았다. 평론계는 푸리나에 대해 긍정적인 평가를 내렸으며, 특히 정신적 강인함에 대해 칭찬했다. 푸리나는 신체적인 능력보다는 정신력이 강한 여성 캐릭터로 언급되었다. 여러 문화의 요소를 융합한 푸리나의 독특한 디자인 또한 찬사를 받았다. 플레이 가능한 캐릭터로서 푸리나가 게임의 역학에 미친 영향은 게임에서 가장 강력한 유닛 중 하나로 자리매김하게 했다. 더욱이 물 위를 걸을 수 있는 특별한 능력도 게임 내에서 영향을 미쳤다.

## 창작 및 디자인
푸리나의 개발은 원신 개발 초기로 거슬러 올라간다. 게임 내 물의 집정관으로서 개발자는 푸리나의 성격의 다양한 면을 보여주는 미학을 부여하고 싶었다. 이를 위해 개발자는 줄무늬 머리카락과 이색 홍채와 같은 "모순되는 요소"를 푸리나의 외형에 반영했다. 166cm의 키를 가진 푸리나의 모습은 젊은 여성의 모습이다. 개발자는 푸리나 개발 과정에서 여러 디자인을 만들었지만, 개발 제약으로 인해 최종 모습은 현재와 같이 결정되었다.
푸리나의 기본 의상은 전형적인 아침 드레스(귀족성을 보여주기 위해 사용)와 반바지(활동성과 장난기 있는 면모를 나타냄)를 같이 입은 모습이다. 의상의 그 외 다른 요소는 프랑스 문화와 기독교 문화에서 영감을 받았다. 프랑스 문화의 영향으로는 양말에 있는 "러프 칼라" 디자인, 아이리스 꽃을 닮은 모자 디자인, 리본이 있다. 여기에 더해 의상의 장식과 같은 추가 요소는 "인어공주"에서 영감을 받은 등 뒤의 물고기 꼬리 모양 장식과 같이 고전 이야기와 뮤지컬에서 영감을 받았다. 또한, 푸리나가 프랑스어로만 가창한 노래 "La vaguelette"는 뮤지컬 자체에서 영감을 받았다. 이 곡의 구성은 원신에서 푸리나의 이야기 전반에 걸쳐 나타나는 주제를 반영되어 있다. 푸리나의 목소리는 영어로는 앰버 리 코너스, 일본어로는 미나세 이노리, 중국어로는 첸천, 한국어로는 김하영이 담당했다. 그러나 "La vaguelette"는 세실리아 카라가 불렀다.

## 등장
2023년 7월 《서곡 PV: 종막을 향한 연회》 예고편에 처음 등장한 푸리나는 2023년 8월 업데이트에서 폰타인 지역과 함께 원신에 추가되었다. 게임 내에서 물의 집정관 역할을 맡는다. 본명은 푸리나 드 폰타인이며, 생일은 10월 13일이다. 적어도 500년 동안 살아온 불멸자임에도 불구하고, 푸리나의 디자인은 젊은 여성으로 묘사된다. 또한 정의의 이상을 중심으로 하는 폰타인의 통치자이며 약 500년 동안 이 역할을 수행해 왔다. 국가의 내부 문제에 깊이 관여하고 있음에도 푸리나는 백성들에게 신보다는 유명인사로 여겨진다. 자주 폰타인 오페라하우스에서 공연을 하며, 화려하게 꾸미는 성격을 가지고 있다.
게임의 이야기가 진행되면서 푸리나가 실제로는 물의 신 포칼로스의 인간적인 부분이라는 것이 밝혀진다. 포칼로르는 최초의 물의 신 에게리아의 후계자로, 에게리아는 폰타인의 물의 정령에게 인간성을 부여했는데, 천리는 이를 죄악으로 여겼다. 에게리아의 죄로 인해 천리는 폰타인이 대홍수로 파괴되어 폰타인의 백성이 다시 물의 정령으로 돌아갈 것이라는 운명의 심판과 같은 예언을 내렸다. 이 예언을 막고 천리를 속이기 위해 포칼로스는 게임상의 사건 발생 500년 전쯤 자신의 신성과 인간성을 분리하여 푸리나를 인간적인 반쪽으로 남겼다. 푸리나는 신성한 힘을 전혀 가지고 있지 않지만, 포칼로스가 물의 신으로 남아있는 한 영원히 젊음을 유지하는 저주에 걸려 있었다. 폰타인의 지도자가 된 이후 수세기 동안 푸리나는 스스로를 고립시키고 내면의 생각을 억압해야 했다. 만약 스스로가 이 역할을 포기했다면 예언이 실현될 위험이 있었다. 플레이어가 푸리나를 만날 때쯤에는 푸리나가 처음 폰타인의 지도자가 되었을 때와는 완전히 다른 사람이 되어 있었다.
푸리나의 이야기 말미에 플레이어와 느비예트(폰타인의 최고 심판관이자 물의 용왕의 현신)는 푸리나가 사기꾼이며 진정한 집정관이 아니라는 사실을 알게 되고 푸리나를 재판에 회부하여 진짜 정체를 밝히도록 강요한다. 재판은 푸리나가 유죄로 선고되면서 끝나고, 이 때 포칼로스가 느비예트 앞에 나타난다. 진정한 집정관은 지난 5세기 동안 푸리나에게 폰타인의 집정관 행세를 강요했음을 시인한다. 푸리나가 집정관 행세를 하는 동안 포칼로스는 비밀리에 충분한 신성 에너지를 축적하여 천리의 예언을 뒤엎고 자신의 권능을 정당한 주인인 느비예트에게 돌려줄 수 있었다. 폰타인에 홍수가 시작되자마자 포칼로스는 스스로를 처형하고, 자신의 힘을 느비예트에게 전이한다. 느비예트는 되찾은 권능을 사용하여 홍수를 막고 폰타인 백성의 "죄"를 용서한다. 폰타인 국민의 죽음을 막고 천리의 음모를 좌절시킨다. 포칼로스의 죽음으로 푸리나의 불멸의 저주가 깨지며 평범한 인간으로 삶을 살기 위해 떠나며, 남은 집정관은 여섯 명뿐이다.
2023년 11월, 《푸리나: 온 세상이 무대》라는 예고편이 공개되었는데, 푸리나가 플레이 가능한 캐릭터로 등장하며 뮤지컬에 대한 수많은 언급을 담고 있다. 이후 푸리나는 같은 달 4.2 버전 업데이트를 통해 원신에서 플레이 가능한 캐릭터로 추가되었으며, 게임의 "기원" 시스템을 통해 도검을 사용하는 5성 캐릭터로 얻을 수 있다. 폰타인의 다른 캐릭터와 달리 푸리나는 "우시아"와 "프뉴마"라는 두 가지 다른 "아르케"의 힘을 모두 가지고 있으며, 푸리나의 능력과 의상의 색 구성은 각 힘에 따라 달라진다. 우시아 형태에서 푸리나는 상대방을 공격하는 데 도움이 되지만 다른 파티원의 체력을 소모시키는 세 명의 동료를 소환할 수 있다. 프뉴마 형태에서 푸리나는 활성 파티원을 치유하는 한 명의 동료를 소환한다. 두 형태 모두 체력 손실 또는 획득량에 따라 전체 파티에 피해 버프를 부여하는 또 다른 능력과 물 위를 걸을 수 있는 능력도 가지고 있다. 이는 푸리나를 전투에서 공격적으로도 방어적으로도 사용할 수 있는 캐릭터로 만든다.

## 평가

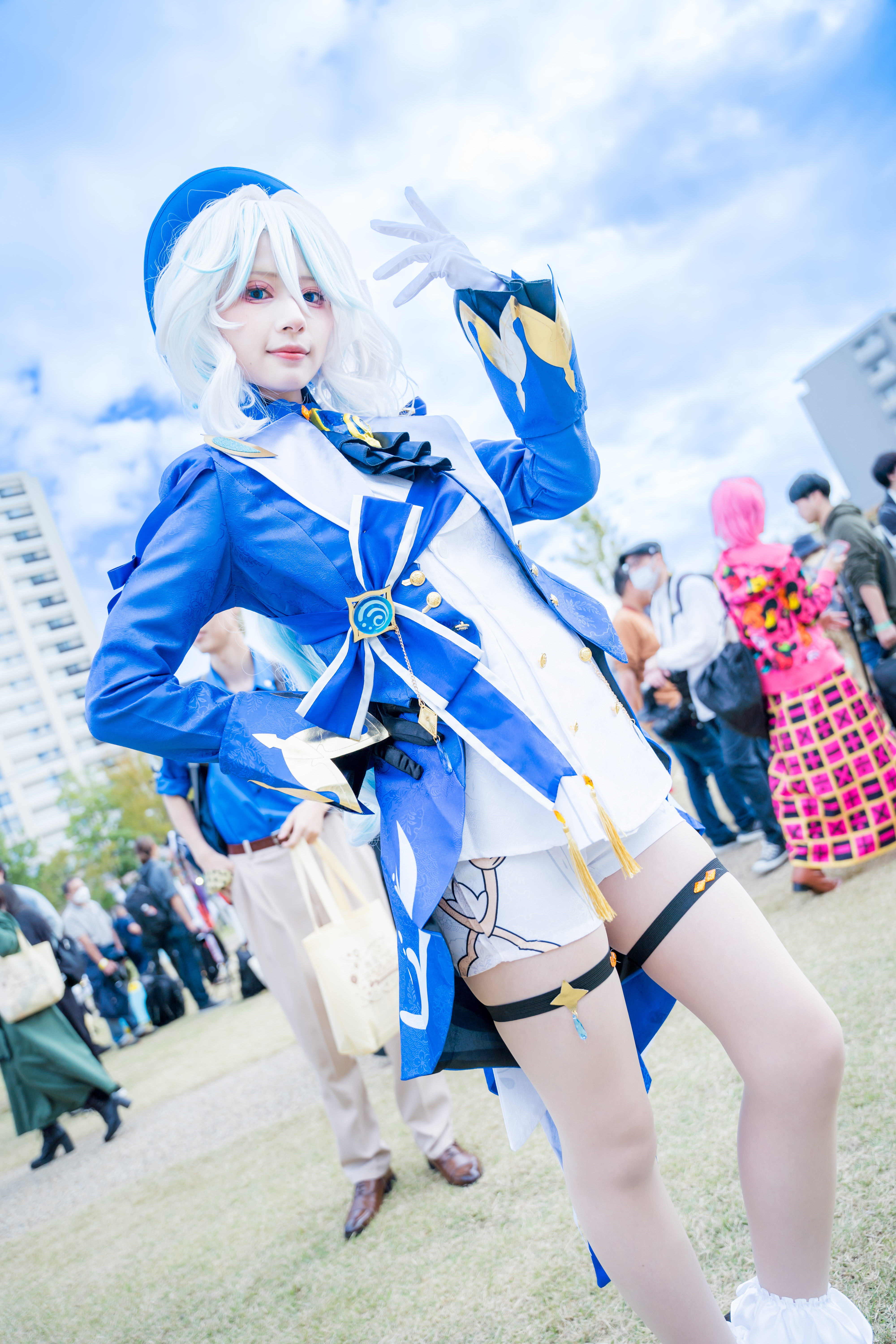
일본 이케부쿠로 할로윈 코스프레 축제 2023의 푸리나 코스프레

푸리나의 이야기와 캐릭터는 비평가로부터 긍정적인 평가를 받았으며, 많은 이들이 푸리나의 정신력과 희생을 칭찬했다. 《야후! 뉴스》의 얀 쿠는 푸리나의 고통이 "집정관이 자신의 국가를 위해 행한 가장 무겁고 가장 사랑스러운 일"이라고 썼다. 또한 푸리나가 더 행복한 결말을 받을 자격이 있으며, 미호요가 미래에 푸리나 캐릭터에게 더 만족스러운 결론을 써 내려나가기를 희망한다고 표현했다. 이후 쿠는 푸리나가 게임에서 최고의 집정관이라고 "전적으로" 믿는다고 썼다. 《GamesRadar+》의 오스틴 우드는 이러한 생각을 재확인하며, 푸리나의 캐릭터 방향을 《오멜라스를 떠나는 사람들》의 이야기와 직접적으로 비교했다. 이 이야기에서는 한 아이가 비참함에 처해지는 대가로 위대한 도시가 번영한다. 만약 그 아이가 구원받으면 도시는 무너진다. 우드는 푸리나가 폰타인의 이름 없는 아이와 "거의 놀랍도록 일대일"로 동등하다고 썼다. 또한 원신이 "대부분의 RPG보다 신을 더 잘 다룬다"고 말했으며, 푸리나의 이야기를 2023년 비디오 게임 중 최고 중 하나로 꼽았다.
실리콘에라의 제니 라다(Jenni Lada)는 쿠와 비슷한 생각을 하며, 이야기 내내 푸리나가 보여준 강인함과 정신력을 칭찬했다. 푸리나가 물의 신으로서의 역할을 잃은 후, 라다는 푸리나를 "잠재력으로 가득 찬" 캐릭터라고 묘사했다. 또한 푸리나가 게임에서 가장 매력적인 집정관이자 미호요가 디자인한 최고의 캐릭터 중 한 명이라고 꼽았다. 쿠와 우드 모두 푸리나의 이야기가 나히다의 이야기를 능가했다고 주장했는데, 나히다의 이야기는 그들이 게임에서 최고 중 하나라고 생각하는 또 다른 집정관이다.
추앱(ChuApp) 편집자 슝둥둥은 개발팀이 프랑스 문화, 기독교, 현대 음악 및 춤과 같은 다양한 측면을 푸리나라는 캐릭터에 완벽하게 통합하는 동시에 원신 세계에도 성공적으로 통합한 방식을 칭찬했다. 푸리나 디자인에서 눈에 띄는 여러 요소를 강조했는데 특히 리본이 귀족적인 이미지를 어떻게 연결하는지, 의상에 있는 프랑스적 요소(예: "러프 칼라"와 커프스 및 모자의 아이리스 패턴)가 푸리나를 만들 때 얼마나 많은 연구가 이루어졌는지를 보여주는지에 주목했다. 또한 샤방한 드레스와 케인 스워드를 칭찬했으며, 캐릭터의 장난기 넘치는 움직임이 푸리나의 성격을 어떻게 부각시키는지에 대해 칭찬했다. 슝둥둥은 이것이 홍보 미디어에서의 푸리나 묘사와 함께 캐릭터가 원신 플레이어가 아닌 사람들에게도 어필하는 데 도움이 되었다고 덧붙였다. 푸리나는 유쾌하고 오페라적인 기질을 가진 뮤지컬 스타로 묘사되었으며, 특히 중국적인 관점에서 디자인되었음에도 불구하고 캐릭터에 추가된 요소는 푸리나가 전 세계적인 매력을 부여하는 데 도움이 되었다고 말했다.
특히 푸리나의 우시아 형태에서 원신 메타게임에서 가장 영향력 있는 캐릭터 중 한 명으로 꼽혔다. 쿠는 푸리나를 "메타를 정의하는" 캐릭터라고 가리켰다. 푸리나의 상당한 힘 때문에 이전에 비현실적이라고 여겨졌던 여러 캐릭터가 푸리나의 모든 힘을 활용할 때 플레이어 파티의 중요한 부분이 되었다고 썼다. 푸리나는 피시게임스엔과 유로게이머의 티어 리스트에서 게임 내 최고의 캐릭터 중 한 명으로 꼽혔으며, 쿠는 푸리나를 게임 내 최고의 캐릭터로 언급했다.

## 내용주
1. ↑  원신에서 총 7개 원소 중 물을 기반으로 하는 원소가 존재하며, 게임 내에서 각 원소별로 신에 해당하는 집정관이 있다. 각 신은 "천계의 진리"(천리)로도 알려진 신비로운 존재인 "셀레스티아"에 복종한다.
2. ↑  집정관이 휘두르는 힘 또는 "권능"은 오래 전에 인간의 도래 이전 티바트를 다스렸던 원소 용왕으로부터 빼앗은 것이다.
3. ↑  "아르케"는 폰타인 출신 캐릭터 전용으로 나온 게임 내 전투 메커니즘으로, 해당 캐릭터는 "우시아" 또는 "프뉴마" 중 하나를 제어한다. 푸리나는 두 가지 모두를 제어하는 유일한 플레이 가능 캐릭터이다.